# Encierros de Blanca
Los encierros de Blanca se celebran el la localidad murciana de Blanca (España) con motivo de sus fiestas patronales en honor a San Roque entre los días 10 y 14 de agosto, en las que el aspecto taurino tiene una gran importancia, ya que celebra unos encierros que datan de 1658, por lo que supera ampliamente los tres siglos de historia.

## Origen y evolución
Los encierros de Blanca datan del 1658 aunque anteriormente a esta fecha, en 1591 ya se celebraban festejos taurinos, cuando el rey Felipe II, otorgó a la localidad el privilegio de Villazgo previo pago de 2.400 reales.
Desde sus comienzos se realizaban los encierros con vacas, aunque en 1933 fueron sustituidas por novillos.
Desde sus orígenes, estos encierros se han celebrado ininterrumpidamente todos los años con las excepciones, que se sepa, del año 1963, cuando no se pudo celebrar el día marcado debido a la falta de cabestros.
Posteriormente en 2020 los festejos taurinos fueron suspendidos a causa de la pandemia del Covid-19.

## Descripción del festejo
Los encierros tienen lugar por las calles de la localidad y su recorrido cuenta con unos 800 metros.
Aparte de agosto también se suelen realizar festejos taurinos durante el mes de marzo con motivo del ciclo "Blanca Villa del Toro".
Además de festejos taurinos se realizan otro tipos de actividades como por ejemplo conciertos, concursos, procesiones....

## Reconocimientos
El 8 de marzo de 1990 fueron declarados Fiesta de Interés Turístico Regional, tras su publicación en el Boletín oficial de la Región de Murcia.